# Edmund Kirby Smith
Edmund Kirby Smith (16. maj 1824 – 28. marts 1893) var en amerikansk officer, underviser og general i den konfødererede hær under den amerikanske borgerkrig, som er kendt for sin kommando over militærområdet vest for Mississippi efter Vicksburgs fald.

## Tidlige år og karriere
Smith blev født i St. Augustine, Florida, som søn af Joseph Lee Smith og hans kone Frances Kirby Smith. Begge hans forældre stammede fra Connecticut, men flyttede til Florida i 1821, kort før den ældre Smith blev udnævnt til forbundsdommer dér.
I 1836 sendte hans forældre ham til en militær kostskole i Virginia, hvor han blev undervist, indtil han blev optaget på West Point i 1841. Han fik sin eksamen i 1845 og kom derfra med øgenavnet "Seminole" for sin hjemstat og blev udnævnt til midlertidig sekondløjtnant i 5th U.S. Infantry.
I den Mexicansk-amerikanske krig gjorde han tjeneste under general Zachary Taylor i Slaget ved Palo Alto og Slaget ved Resaca de la Palma. Han gjorde senere tjeneste under general Winfield Scott og blev midlertidigt forfremmet til premierløjtnant for Slaget ved Cerro Gordo og til kaptajn for Slaget ved Contreras og Slaget ved Churubusco. Hans ældre bror, Ephraim Kirby Smith, som var kaptajn i den regulære hær, gjorde tjeneste sammen med ham i 5th U.S. Infantry i begge kampagner med Taylor og Scott, indtil han døde af de sår, han fik i Slaget ved Molino del Rey i 1847.
Efter krigen i Mexico blev han kaptajn i 2nd U.S. Cavalry, fortrinsvis i Texas, men han underviste også i matematik på West Point og blev såret i 1859 da han kæmpede mod indianere i Nescutunga Valley i Texas. Da Texas trådte ud af Unionen, afviste Smith, som nu var major, at overgive sin garnison i Camp Colorado i det nuværende Coleman, Texas, til Texas State styrker under Benjamin McCulloch og udtrykte sin villighed til at kæmpe og holde den.

## Borgerkrigen

### Virginia
Efter kort at have gjort tjeneste som general Joseph E. Johnstons assisterende generaladjudant i Shenandoah Dalen blev Smith forfremmet til brigadegeneral den 17. juni 1861 og fik kommandoen over en brigade i Army of the Shenandoah, som han førte i det Første slag ved Bull Run den 21. juli. Han blev alvorligt såret i nakken og skulderen, og han blev rask, mens han samtidig havde kommandoen over det mellemste og østlige Florida. Han vendte tilbage til aktiv tjeneste i oktober som generalmajor og divisionschef i den konfødererede Army of the Potomac i det nordlige Virginia.

### Kentucky
I februar 1862 blev Smith sendt vestpå for at lede Army of East Tennessee. I samarbejde med general Braxton Bragg ved invasionen af Kentucky opnåede han en sejr i Slaget ved Richmond den 30. august 1862 og i oktober blev han udnævnt til generalløjtnant og blev korpschef i Army of Tennessee. Smith modtog den konfødererede kongres' tak den 17. februar 1864 for hans indsats ved.

### Trans-Mississippi
I januar 1863 blev Smith overført til at lede det såkaldte Trans-Mississippi Department (fortrinsvis Arkansas, vestlige Louisiana og Texas), og han forblev vest for Mississippifloden i resten af krigen. Da styrker under Unionens generalmajor Ulysses S. Grant strammede deres greb om floden, forsøgte Smith at gribe ind. Der var imidlertid aldrig over 30.000 tropper i hans enorme område, og han kunne ikke samle tilstrækkelige styrker til at kunne udfordre Grant eller Unionens flåde på floden.
Efter Unionens erobring af de resterende fæstninger i Vicksburg og Port Hudson og lukningen af floden, var han stort set afskåret fra den konfødererede hovedstad i Richmond, og han havde i praksis kommandoen over en uafhængig del af konføderationen med alt, hvad der heraf fulgte af administrative problemer. Området blev kendt i konføderationen som "Kirby Smithdom".
I foråret 1864 besejrede generalløjtnant Richard Taylor, som var direkte under Smiths kommando, generalmajor Nathaniel P. Banks godt og grundigt i Slaget ved Mansfield i Red River kampagnen den 8. april 1864. Efter Slaget ved Pleasant Hill den 9. april tilsluttede Smith sig Taylor og sendte halvdelen af Taylors hær, Walker's Greyhounds, under ledelse af generalmajor John George Walker nordpå for at besejre Unionens generalmajor Frederick Steeles indfald i Arkansas. Denne beslutning stødte på stor modstand fra Taylor og forårsagede store gnidninger mellem de to mænd.
Da presset var lettet, forsøgte Smith at sende forstærkninger østpå, men som i tilfældet ved Vicksburg viste det sig umuligt på grund af Unionens flåde, som havde kontrol over floden. I stedet sendte han generalmajor Sterling Price med alt disponibelt kavaleri på et mislykket raid til Missouri. Derefter var krigen vest for Mississippi fortrinsvis kendetegnet ved små raids og guerillakrig. Smith blev udnævnt til fuld general pr. den 19. februar 1864, én af blot 8 i konføderationen. Han overgav sin hær, som da var den eneste større styrke tilbage, den 26. maj 1865, og ankom til Galveston i Texas den 2. juni, hvorefter han flygtede til Mexico og dernæst til Cuba for at undgå en eventuel anklage for landsforræderi. Han vendte tilbage og svor den nødvendige ed for at få amnesti i Lynchburg i Virginia den 14. november 1865.

## Karriere efter krigen
Efter krigen var Smith engageret i telegrafvirksomhed og undervisning. Fra 1866 til 1868 var han præsident for Atlantic and Pacific Telegraph Company. Da selskabet gik fallit, grundlagde han en forberedelsesskole i Newcastle, Kentucky. I 1870 slog han sig sammen med den tidligere konfødererede general Bushrod Johnson og blev præsident for University of Nashville. I 1875 forlod han denne post for at blive professor i matematik ved University of the South i Sewanee i Tennessee, hvor han blev til død i 1893. Ved sin død var han den eneste overlevende fulde general fra borgerkrigen. Han ligger begravet på universitetets kirkegård i Sewanee.

## I erindring om
- En kollegiebygning på universitetsområdet ved Louisiana State University i Baton Rouge hedder Kirby-Smith Hall. Med 13 etager er det den højeste bygning på campus.
- Staten Florida rejste en statue til ære for general Smith i National Statuary Hall Collection i Kongresbygningen i Washington D.C.
- Kirby Smith Middle School i Jacksonville, Florida, er opkaldt efter ham.
- I Sewanee er der rejst Kirby-Smith Memorial på University Avenue og en række andre ting og steder i Sewanee er også opkaldt efter ham.
- Under 2. verdenskrig blev der opkaldt et Liberty-skib SS E. Kirby Smith efter ham.

## Eksterne links
- Architect of the Capitol description and photo of Smith's statue Arkiveret 29. august 2008 hos  Wayback Machine
- Kirby-Smith Middle School website in Jacksonville, Florida Arkiveret 5. september 2007 hos  Wayback Machine
- Memorials at Sewanee Arkiveret 9. august 2007 hos  Wayback Machine